# The Voice Within
The Voice Within è un brano musicale di Christina Aguilera, estratto come quinto ed ultimo singolo dall'album Stripped. La canzone è stata scritta dalla Aguilera insieme a Glen Ballard, che si è occupato anche della produzione del singolo.
Pubblicato nel 2003, il singolo ha raggiunto la posizione 33 della Billboard Hot 100, diventando l'undicesimo disco della Aguilera in top 40. Il singolo invece è entrato nella top ten nel Regno Unito e in Australia.
Stranamente, il brano è stato inserito soltanto come bonus track del greatest hits della Aguilera pubblicato nel 2008, Keeps Gettin' Better - A Decade of Hits.

## Video musicale
The Voice Within è principalmente conosciuto per il suo video, girato in bianco e nero e in un'unica sequenza. Il video fu nominato per tre MTV Video Music Awards nel 2004: "miglior video femminile", "scelta dello spettatore" e "miglior fotografia". Regista del video è David LaChapelle. Il video si apre con un primo piano della cantante avvolta in una vestaglia e seduta su un pilastro nello scenario desolato di un deposito di materiale di scena. Christina Aguilera si fa strada correndo per altre stanze, esce dal palazzo e si distende su un letto luminoso.

## Tracce
CD Maxi-single
1. The Voice Within (Album Version) – 5:04
2. The Voice Within (Radio Edit) – 4:15
3. Beautiful (Fug Remix) – 5:47
4. Can't Hold Us Down (Da Yard Riddim Mix) – 4:16

## Remix ufficiali
- Almighty Remix – 8:01 [a.k.a. Almighty Definitive Mix & Almighty 12" Club Mix]
- Almighty PA – 8:01
- Almighty Dub – 7:57
- Almighty Radio [Edit 1] – 3:31
- Almighty Radio [Edit 2] – 4:01
- Almighty Mix Show

## Successo commerciale
Il brano ha riscosso un discreto successo nelle classifiche di Paesi in Europa e Oceania, arrivando in top ten in più Stati. Nella ARIA Charts, il singolo ha esordito alla numero 9, nella classifica redatta il 1º febbraio 2004. La settimana dopo, il singolo ha raggiunto la numero 8. Ha ceduto alla numero 9 nella terza settimana ed è stato otto settimane nella top cinquanta. Nella Swiss Singles Chart, il singolo si è piazzato alla numero 3 divenendo il singolo più alto in questa classifica estratto da Stripped, insieme a Dirrty.
Il singolo ha raggiunto la numero trentatré nella Billboard Hot 100, divenendo l'undicesimo singolo della cantante a piazzarsi nella top quaranta.

## Classifiche
| Classifica (2003) | Posizione più alta |
| ----------------- | ------------------ |
| Svizzera          | 3                  |
| Irlanda           | 4                  |
| Austria           | 7                  |
| Paesi Bassi       | 8                  |
| Australia         | 8                  |
| Danimarca         | 9                  |
| Regno Unito       | 9                  |
| Svezia            | 10                 |
| Germania          | 13                 |
| Norvegia          | 13                 |
| Belgio (Fiandre)  | 14                 |
| Nuova Zelanda     | 16                 |
| Italia            | 19                 |
| Stati Uniti       | 33                 |
| Belgio (Vallonia) | 40                 |
| Ungheria          | 10                 |

### Classifiche di fine anno
| Classifica (2003) | Posizione più alta |
| ----------------- | ------------------ |
| Regno Unito       | 195                |
| Classifica (2004) | Posizione più alta |
| Austria           | 37                 |
| Svizzera          | 35                 |